# أشنيات بوت
أشنيات بوت (الاسم العلمي: Pottiales) هي رتبة من النباتات تتبع الديكرانانيات من طائفة الحزازيات الحقيقية.

## التصنيف
- أشنات بوت
  - أشنة بوت